# Liste der Biografien/Card
Liste der Biografien |
Portal Biografien |
Personensuche
# |
A |
B |
C |
D |
E |
F |
G |
H |
I |
J |
K |
L |
M |
N |
O |
P |
Q |
R |
S |
T |
U |
V |
W |
X |
Y |
Z |
?
 
Ca |
Cb |
Cc |
Ce |
Ch |
Ci |
Cj |
Ck |
Cl |
Cm |
Cn |
Co |
Cr |
Cs |
Ct |
Cu |
Cv |
Cw |
Cy |
Cz
 
Caa–Cag |
Cah |
Cai |
Caj |
Cak |
Cal |
Cam |
Can |
Cao–Cap |
Caq |
Car |
Cas |
Cat–Caz
 
Cara |
Carb |
Carc |
Card |
Care |
Carf |
Carg |
Carh |
Cari |
Carj |
Cark |
Carl |
Carm |
Carn |
Caro |
Carp |
Carq |
Carr |
Cars |
Cart |
Caru |
Carv |
Carw |
Cary |
Carz
Die Liste der Biografien führt alle Personen auf, die in der deutschsprachigen Wikipedia einen Artikel haben. Dieses ist eine Teilliste mit 276 Einträgen von Personen, deren Namen mit den Buchstaben „Card“ beginnt.

## Card
- Card, Andrew (* 1947), US-amerikanischer Politiker und Lobbyist
- Card, David (* 1956), kanadischer Ökonom und Hochschullehrer
- Card, Ed (* 1946), US-amerikanischer Bobfahrer
- Card, Jean (* 1936), britische Hochspringerin
- Card, Kelsey (* 1992), US-amerikanische Diskuswerferin
- Card, Mike (* 1986), kanadisch-deutscher Eishockeyspieler
- Card, Orson Scott (* 1951), US-amerikanischer SchriftstellerOrson Scott Card (* 1951)

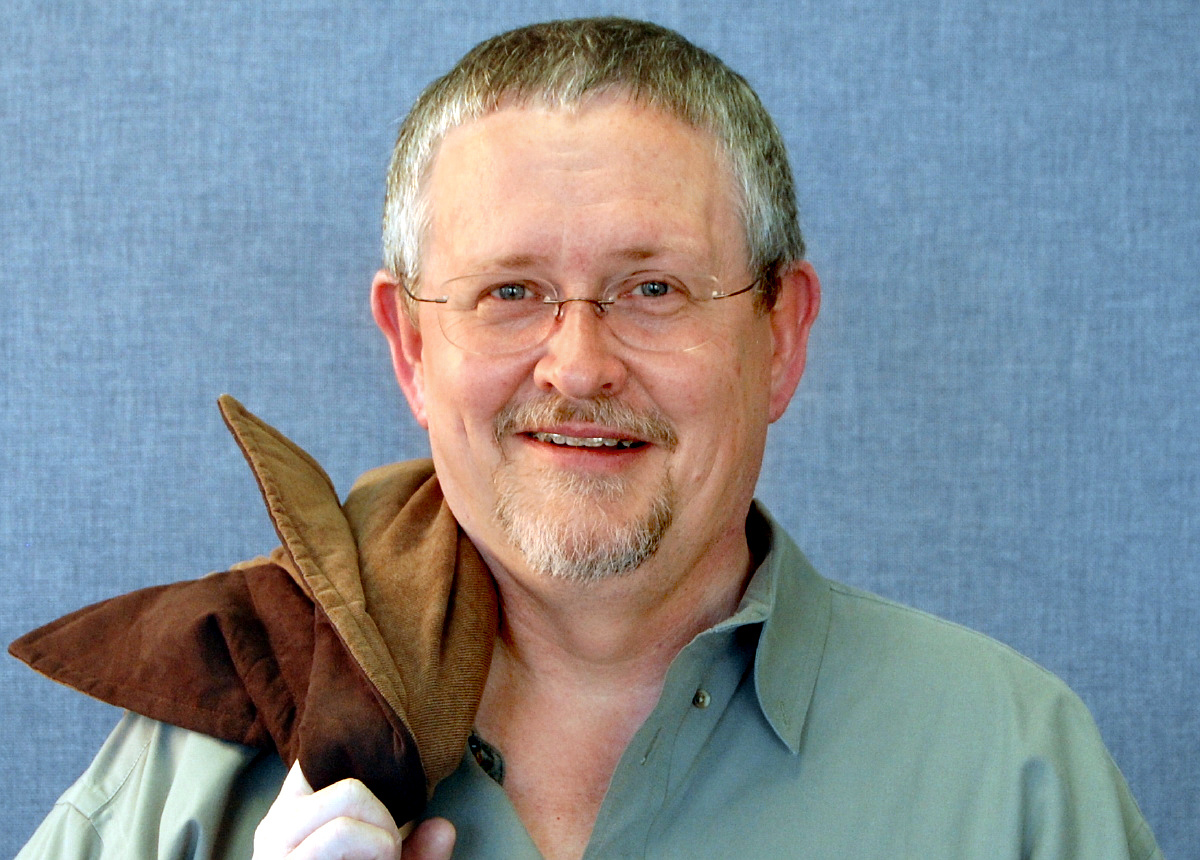
Orson Scott Card (* 1951)

- Card, Rémy (* 1966), französischer Informatiker und Softwareentwickler
- Card, Stuart K. (* 1946), amerikanischer Forscher, Pionier der Mensch-Computer-Interaktion

### Carda
- Carda, Ally (* 1993), US-amerikanische Softballspielerin
- Cardaccio, Alberto (1949–2015), uruguayischer Fußballspieler
- Cardaccio, Mathías (* 1987), uruguayisch-italienischer Fußballspieler
- Cardal, Jaroslav (1919–2010), tschechoslowakischer Skilangläufer
- Cardale, John Bate (1802–1877), erste Apostel der katholisch-apostolischen Gemeinden
- Cardamone, Agostino (* 1965), italienischer Boxer
- Cardamone, Tom (* 1969), US-amerikanischer Autor
- Cardani, Fernando (1934–2023), uruguayischer Schauspieler und Theaterregisseur
- Cardano, Gerolamo (1501–1576), italienischer Arzt und Mathematiker
- Cardarelli, Lucía Elida (1929–2012), argentinisch-mexikanische Filmschauspielerin und Autorin
- Cardarelli, Vincenzo (1887–1959), italienischer Journalist, Schriftsteller, Dichter
- Cardarople, Matty (* 1983), US-amerikanischer SchauspielerMatty Cardarople (* 1983)

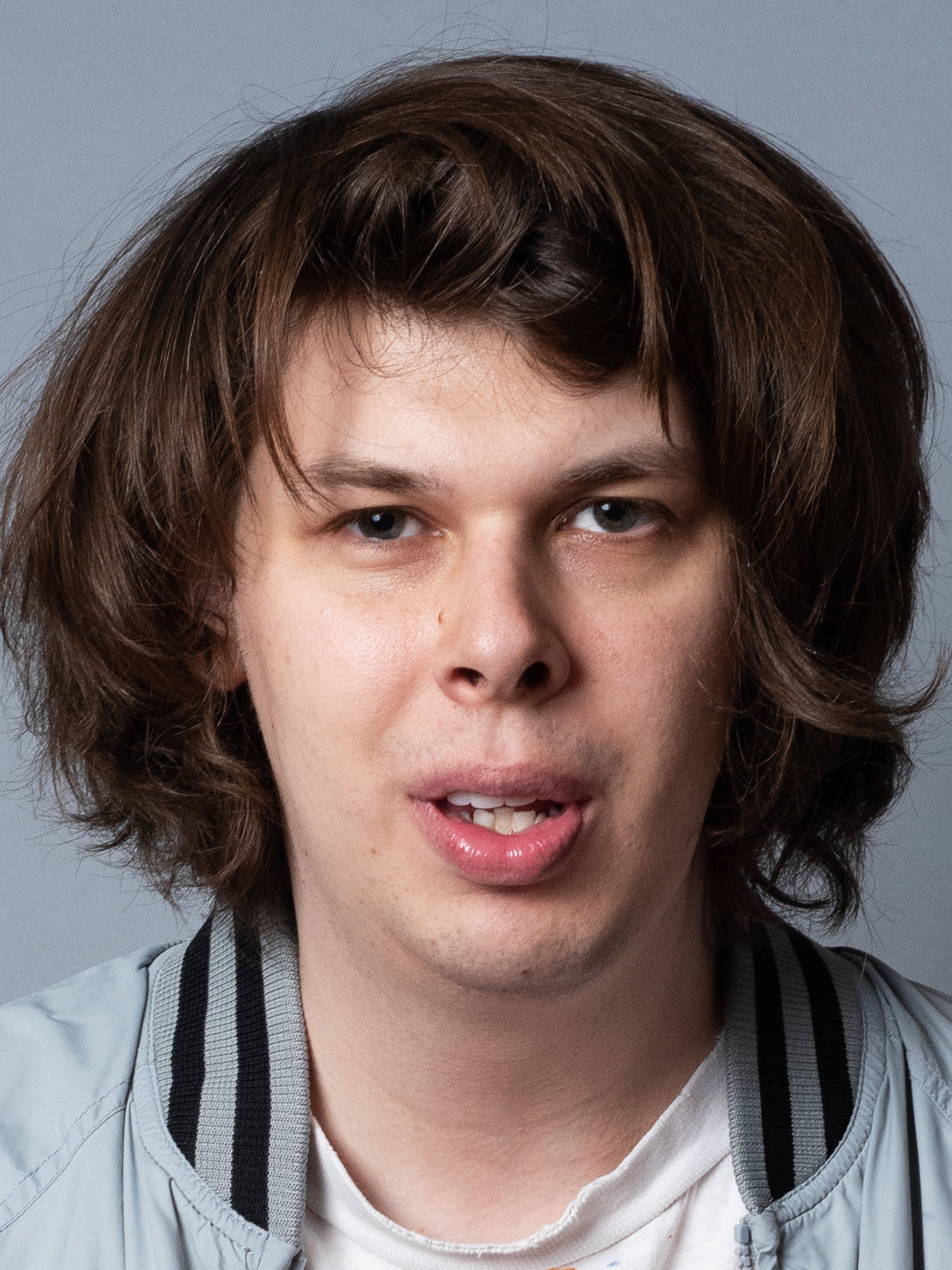
Matty Cardarople (* 1983)

- Cardascia, Guillaume (1914–2006), französischer Rechtshistoriker
- Cardauns, Burkhart (1932–2022), deutscher Altphilologe
- Cardauns, Helma (1913–2004), deutsche Schriftstellerin
- Cardauns, Hermann (1847–1925), deutscher Historiker, Schriftsteller und Journalist

### Carde
- Cardei, Luis (1944–2000), argentinischer Tangosänger
- Cardell, Carl von (1764–1821), schwedischer Generalleutnant, Erneuerer der schwedischen Artillerie
- Cardell, Friedrich Philipp von (1773–1834), preußischer Generalleutnant
- Cardell, Jay, britischer Schauspieler und Synchronsprecher
- Cardella, Lara (* 1969), italienische Schriftstellerin
- Cardella, Lorenzo (1734–1822), italienischer Kirchenrechtler und -historiker
- Cardelle de Hartmann, Carmen (* 1963), spanisch-deutsche Philologin
- Cardelli, Luigi Maria (1777–1868), italienischer Geistlicher und Erzbischof von Izmir
- Cardelli, Marino (* 1987), san-marinesischer Skirennläufer
- Cardellini, Linda (* 1975), US-amerikanische SchauspielerinLinda Cardellini (* 1975)

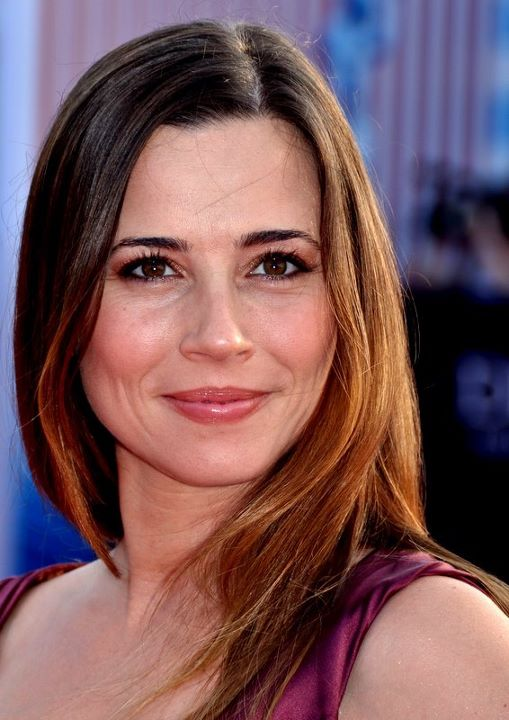
Linda Cardellini (* 1975)

- Cardellino, Juan Daniel (1942–2007), uruguayischer Fußballschiedsrichter
- Cardelús García, Xavier (* 1998), andorranischer Motorradrennfahrer
- Carden, Cap R. (1866–1935), US-amerikanischer Politiker
- Carden, D’Arcy (* 1980), US-amerikanische Schauspielerin und Komikerin
- Cardenal Fernández, Teodoro (1916–2006), spanischer Erzbischof
- Cardenal, Ernesto (1925–2020), nicaraguanischer Priester, Poet und Politiker
- Cardenal, Fernando (1934–2016), nicaraguanischer Jesuit und Befreiungstheologe
- Cardenal, Juan Pablo (* 1968), spanischer Journalist und Autor
- Cárdenas Alfonso, Barbara (* 1954), deutsche Politikerin (Die Linke), MdL
- Cárdenas Aregullín, Lorenzo (* 1937), mexikanischer Geistlicher und Bischof von Papantla
- Cárdenas Culmell, Carlos de (1904–1994), kubanischer Segler
- Cárdenas del Río, Lázaro (1895–1970), mexikanischer Politiker und General, Präsident MexikosLázaro Cárdenas del Río (1895–1970)

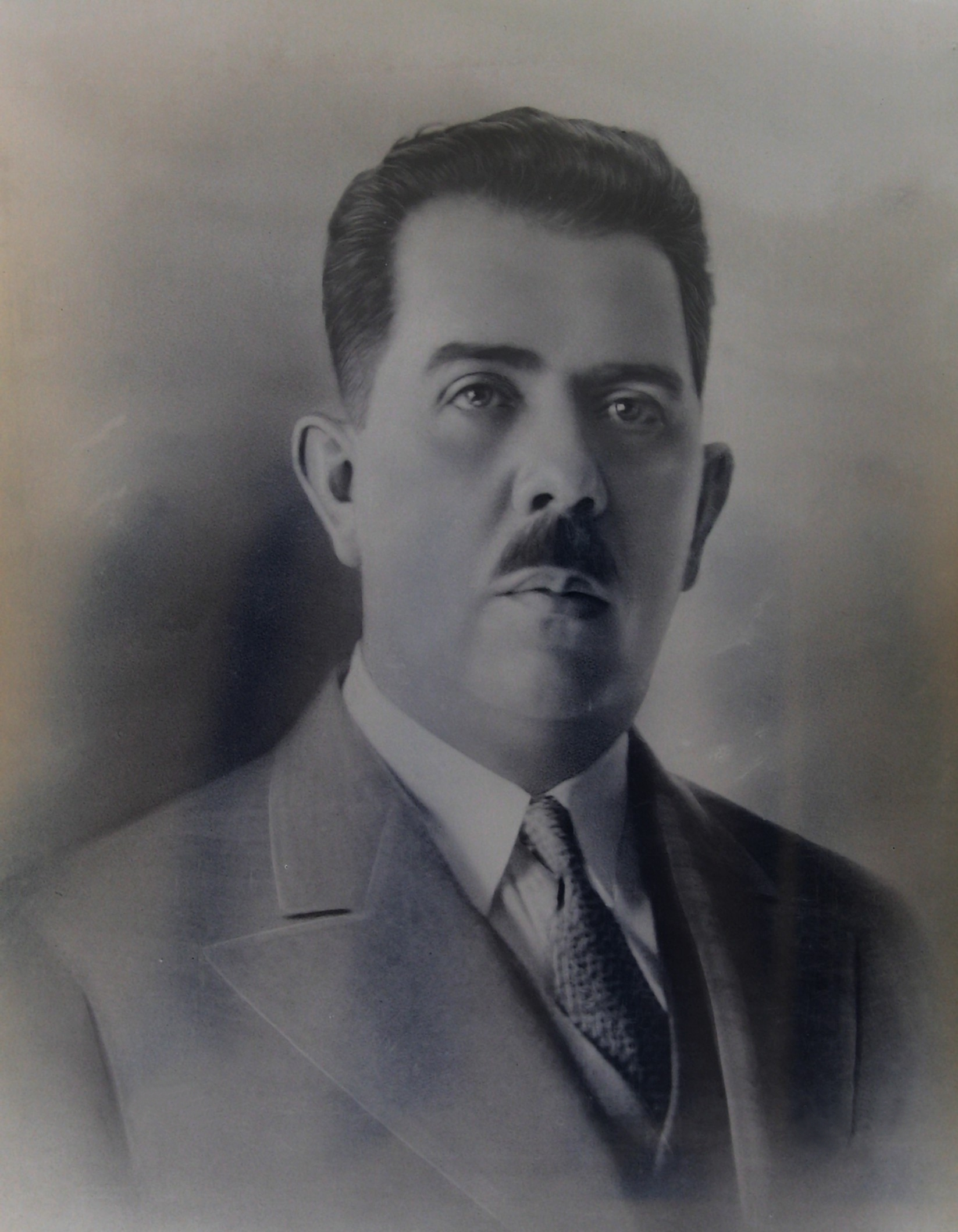
Lázaro Cárdenas del Río (1895–1970)

- Cárdenas Guillén, Ezequiel (1962–2010), mutmaßlicher mexikanischer Verbrecher und bei seinem Tod einer der beiden Anführer des Golf-Kartells
- Cárdenas Guillén, Osiel (* 1967), mexikanischer Verbrecher und ehemaliger Anführer des Golf-Kartells
- Cárdenas Martínez, Javier (1952–2022), mexikanischer Fußballspieler
- Cárdenas Moreno, Francisco, mexikanischer Fußballfunktionär
- Cárdenas Plá, Carlos de (1932–1990), kubanischer Segler
- Cárdenas Rodríguez, Héctor (* 1936), mexikanischer Diplomat
- Cardenas Ruda, Darian (* 1995), deutscher Basketballspieler
- Cárdenas Schulte, Peter, peruanischer Terrorist
- Cárdenas Solórzano, Cuauhtémoc (* 1934), mexikanischer Politiker
- Cárdenas Toro, Juan Carlos (* 1968), kolumbianischer Geistlicher, römisch-katholischer Bischof von Pasto
- Cárdenas Villalba, Cándido (* 1941), paraguayischer Geistlicher, römisch-katholischer Bischof von Benjamín Aceval
- Cárdenas, Adán (1836–1916), nicaraguanischer Politiker der konservativen Partei und Präsident des Landes (1883–1887)
- Cárdenas, Alejandro (* 1974), mexikanischer Leichtathlet
- Cárdenas, Alonso de (1592–1664), spanischer Adeliger und Diplomat
- Cardenas, Clayton, amerikanischer Schauspieler und ProduzentClayton Cardenas

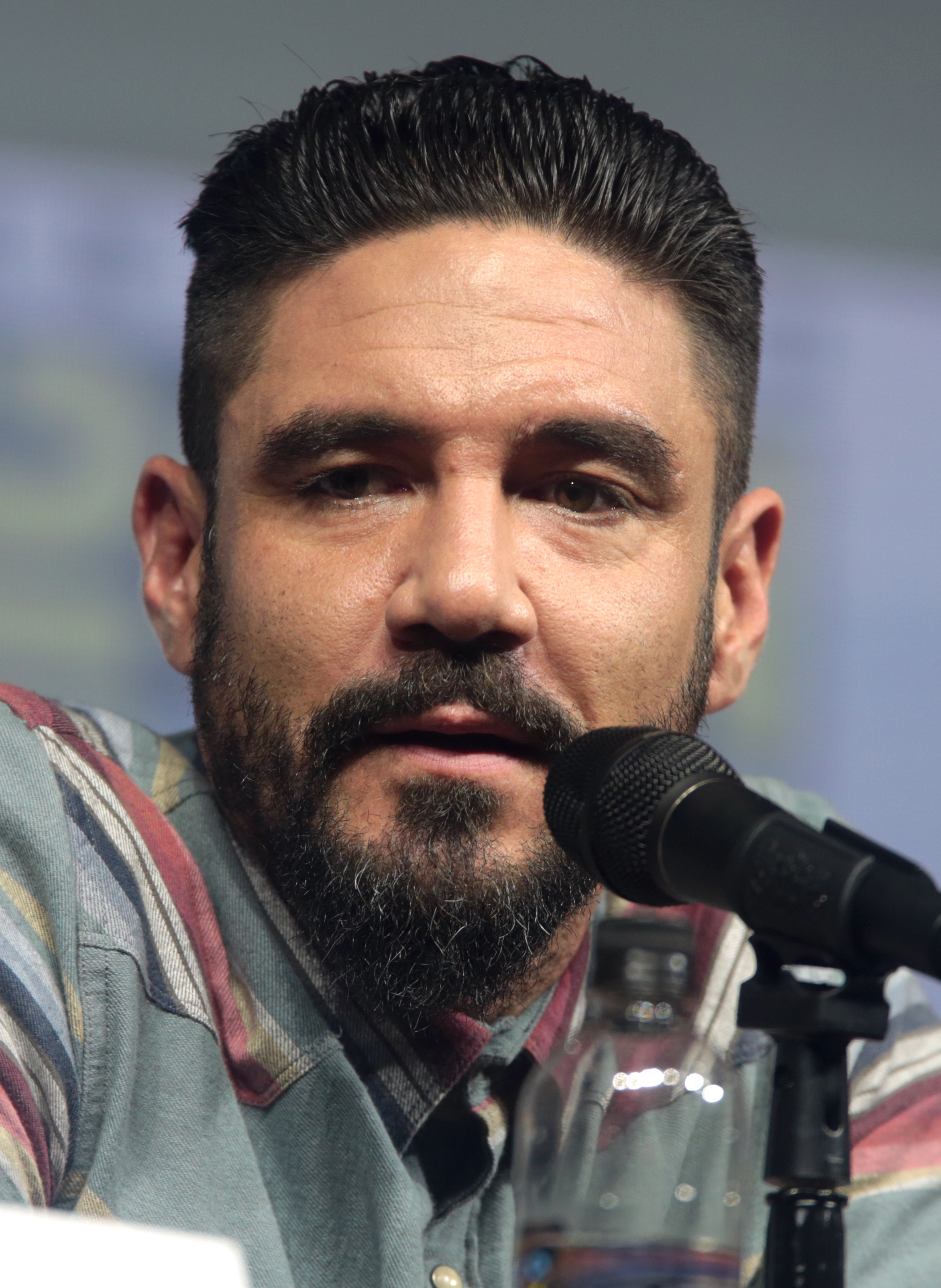
Clayton Cardenas

- Cardenas, Edgar (* 1974), mexikanischer Boxer im Strohgewicht
- Cárdenas, Elsa (* 1935), mexikanische Schauspielerin
- Cárdenas, Enrique, chilenischer Fußballspieler
- Cárdenas, Evaristo (1911–1996), mexikanischer Fußballspieler und -funktionär
- Cárdenas, Félix (* 1972), kolumbianischer Radrennfahrer
- Cárdeñas, Gabriela (1958–2022), peruanische Volleyballspielerin
- Cárdenas, Jorge (* 1997), mexikanischer Gewichtheber
- Cárdenas, José María (* 1985), mexikanischer Fußballspieler
- Cárdenas, Leonel (* 2000), mexikanischer Squashspieler
- Cárdenas, Luis (* 1993), mexikanischer Fußballtorhüter
- Cárdenas, María del Carmen (* 1959), mexikanische Marathonläuferin
- Cárdenas, Martín (1899–1973), bolivianischer Botaniker
- Cardenas, Nena (1932–2020), philippinische Schauspielerin
- Cardenas, Patty (* 1984), US-amerikanische Wasserballspielerin
- Cárdenas, Paulo (* 1988), chilenischer Fußballspieler
- Cárdenas, Raúl (1928–2016), mexikanischer Fußballspieler und -trainer
- Cárdenas, Rayén (* 1996), argentinische Handballspielerin
- Cárdenas, Regla María (* 1975), kubanische Siebenkämpferin und Weitspringerin
- Cárdenas, Rodrigo (* 1994), chilenischer Leichtathlet
- Cárdenas, Rubén, mexikanischer Fußballspieler
- Cardenas, Steve (* 1959), US-amerikanischer Jazzgitarrist
- Cardenas, Tony (* 1963), US-amerikanischer Politiker
- Cárdenas, Víctor Hugo (* 1951), bolivianischer Politiker
- Cardeñosa, Julio (* 1949), spanischer Fußballspieler
- Cardet, Carlos (* 1951), kubanischer Radrennfahrer
- Cardew, Cornelius (1936–1981), britischer Komponist und Improvisationsmusiker
- Cardew, Frederic (1839–1921), britischer Kolonialverwalter
- Cardeza, Thomas (1875–1952), US-amerikanischer Geschäftsmann

### Cardi
- Cardi B (* 1992), US-amerikanische RapperinCardi B (* 1992)

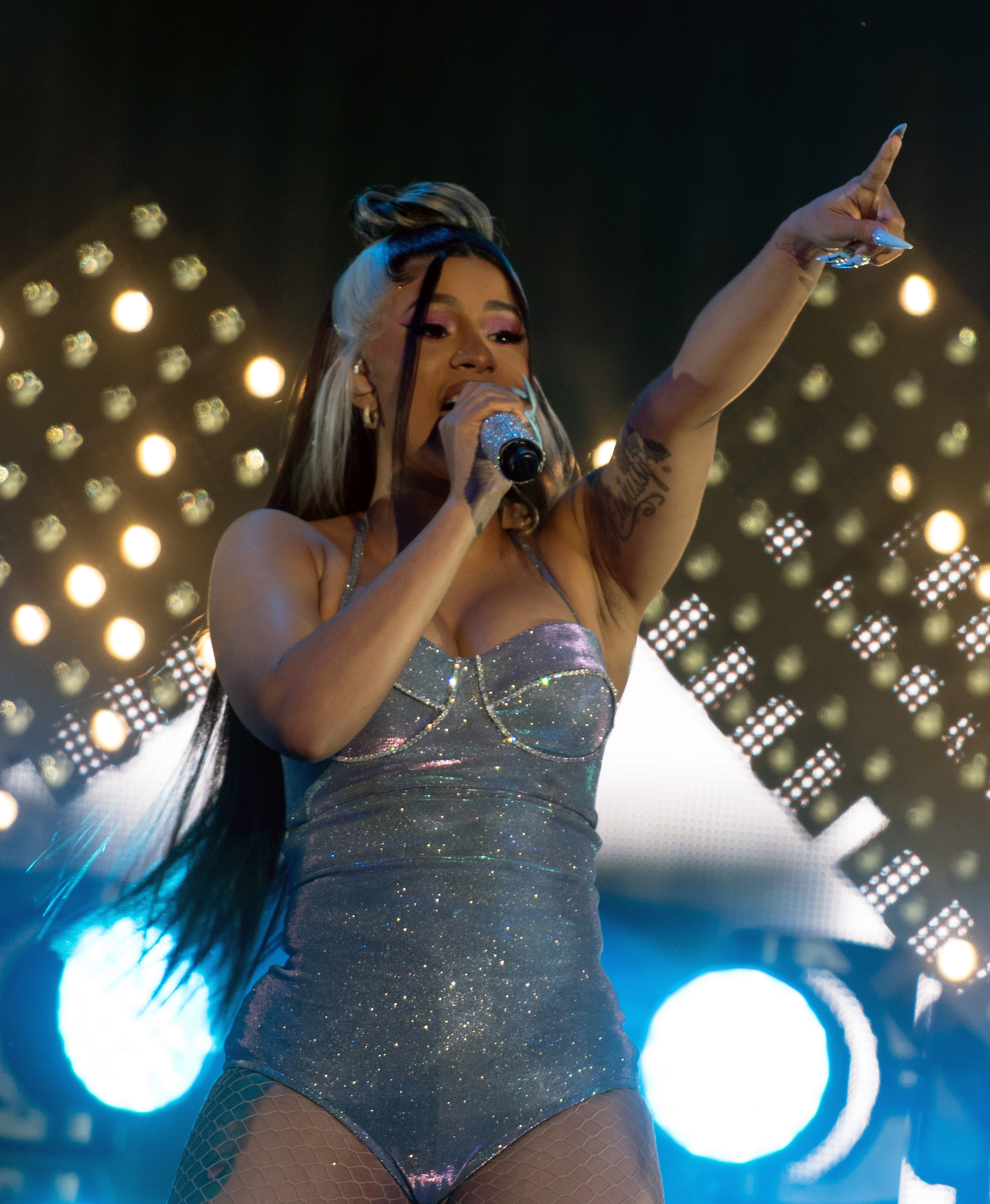
Cardi B (* 1992)

- Cardi, Ezio (* 1948), italienischer Bahnradsportler
- Cardi, Giacinto (1876–1956), Priester und Generalrektor der Pallottiner
- Cardi, Pat (* 1952), US-amerikanischer Filmschauspieler
- Cardia, Mário Sottomayor (1941–2006), portugiesischer Politiker
- Cardiff, Jack (1914–2009), britischer Kameramann und Filmregisseur
- Cardiff, Janet (* 1957), kanadische Installationskünstlerin und Filmemacherin
- Cardijn, Joseph (1882–1967), belgischer Geistlicher, Begründer der internationalen Christlichen Arbeiterjugend
- Cardile, Antonio (1914–1986), italienischer Maler
- Cardille, Lori (* 1954), US-amerikanische Schauspielerin
- Cardillo, Erin (* 1977), US-amerikanische Schauspielerin
- Cardin, Ben (* 1943), US-amerikanischer Politiker der Demokratischen Partei
- Cardin, Charlotte (* 1994), kanadische Sängerin und Model
- Cardin, Lucien (1919–1988), kanadischer Politiker
- Cardin, Pierre (1922–2020), französischer Modeschöpfer und UnternehmerPierre Cardin (1922–2020)

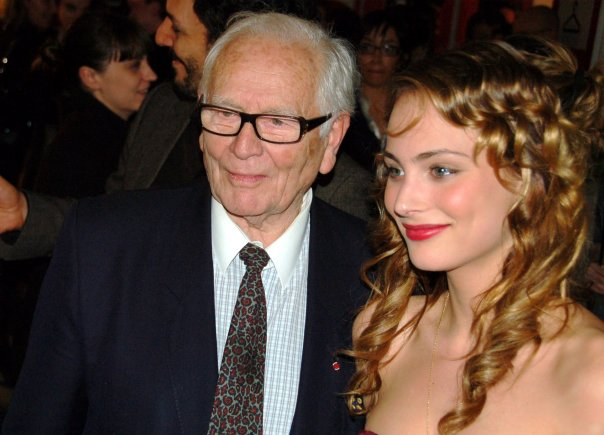
Pierre Cardin (1922–2020)

- Cardinael, Sybrandt (1578–1647), niederländischer Mathematiker
- Cardinahl, Jessika (* 1965), deutsche Schauspielerin
- Cardinal von Widdern, Georg Friedrich (1721–1804), deutscher Jurist und Bürgermeister von Köpenick
- Cardinal, Brian (* 1977), US-amerikanischer Basketballspieler
- Cardinal, Douglas (* 1934), kanadischer Architekt
- Cardinal, Lorne (* 1964), kanadischer Schauspieler, Synchronsprecher, Filmproduzent und Filmregisseur
- Cardinal, Marie († 2001), französische Schriftstellerin, Journalistin, Drehbuchautorin und Schauspielerin
- Cardinal, Réjane (1926–2000), kanadische Sängerin
- Cardinal, Tantoo (* 1950), kanadische Film- und Fernsehschauspielerin
- Cardinale, Claudia (* 1938), italienische SchauspielerinClaudia Cardinale (* 1938)

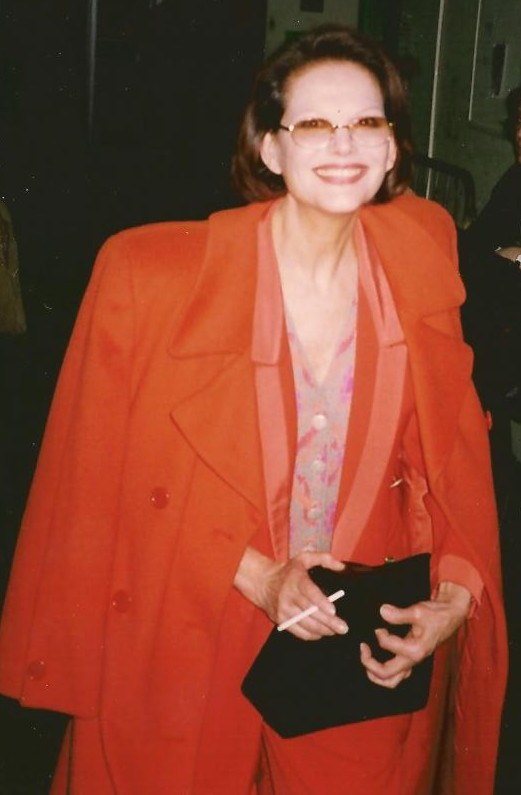
Claudia Cardinale (* 1938)

- Cardinale, Igino Eugenio (1916–1983), italienischer Geistlicher, römisch-katholischer Erzbischof und Diplomat des Heiligen Stuhls
- Cardinale, Rita (* 1975), ungarische Pornodarstellerin
- Cardinale, Yoan (* 1994), französischer Fußballtorwart
- Cardinali, Julieta (* 1977), argentinische Schauspielerin
- Cardinalis von Bergreichenstein, Johannes, Rektor der Karlsuniversität Prag, Diplomat und Anhänger der Hussiten
- Cardinall, Allan Wolsey (1887–1956), britischer Kolonialbeamter, Gouverneur der Falklandinseln
- Cardinaux, Eliot (* 1984), amerikanischer Jazz- und Improvisationsmusiker und Poet
- Cardinaux, Emil (1877–1936), Schweizer Maler und Plakatkünstler
- Cardinaux, Fabienne (* 1969), Schweizer Fussballspielerin
- Cardinaux, Louis (1859–1914), Schweizer Politiker
- Cardine, Eugène (1905–1988), französischer Begründer der Gregorianischen Semiologie
- Cardini, Cesare (1896–1956), italienisch-mexikanischer Restaurant- und Hotelbesitzer sowie Koch
- Cardini, Franco (* 1940), italienischer Historiker
- Cardini, Jennifer (* 1974), französische DJ und Musikerin
- Cardis, Romain (* 1992), französischer Radrennfahrer

### Cardl
- Cardle, Matt (* 1983), britischer PopsängerMatt Cardle (* 1983)

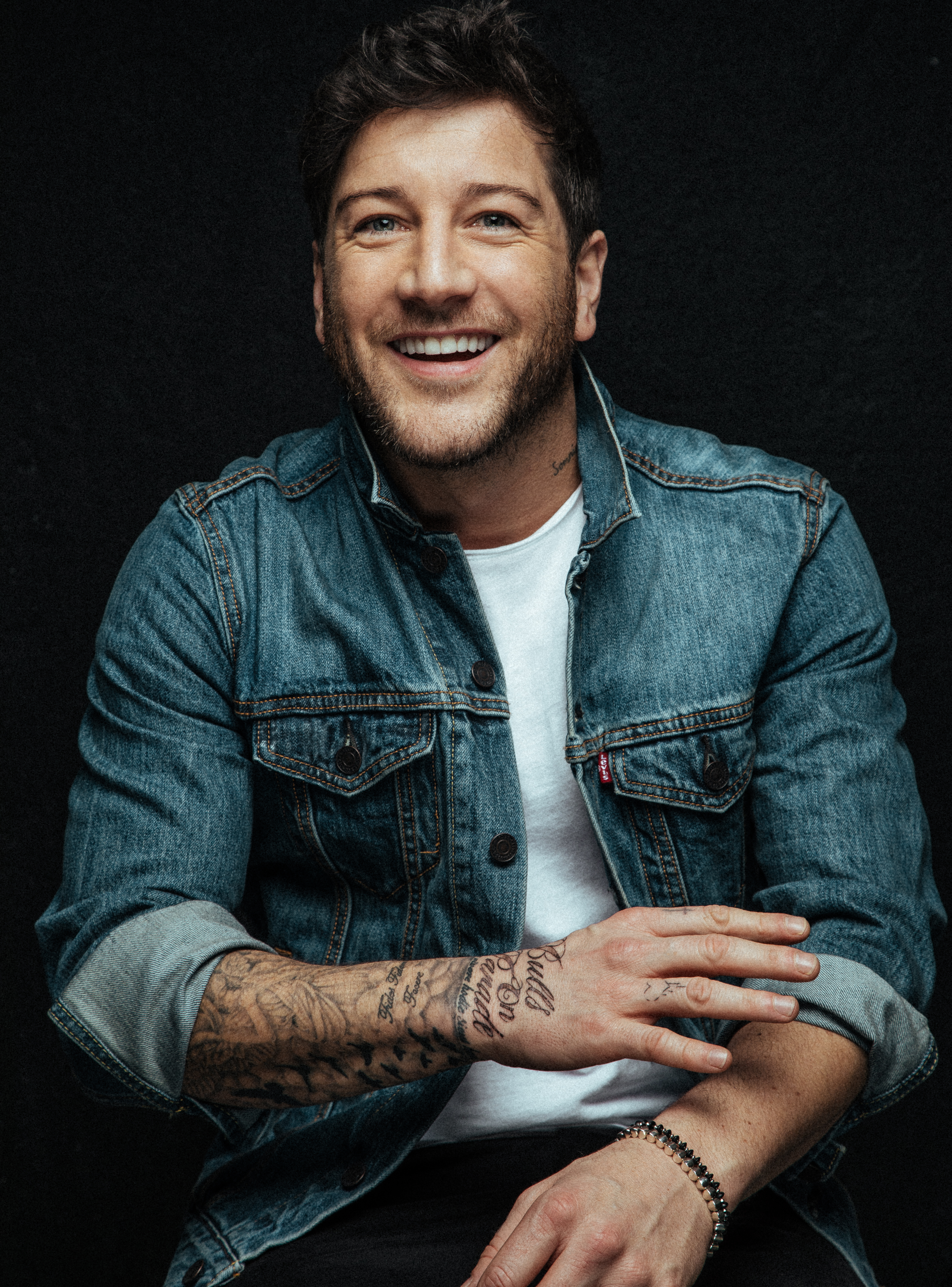
Matt Cardle (* 1983)

### Cardm
- Cardman, Zena (* 1987), US-amerikanische Astronautin

### Cardn
- Cardno, James (1912–1975), britischer Bobfahrer

### Cardo
- Cardoch, Poulette (* 1997), chilenische Sprinterin
- Cardon, Edward (* 1960), US-amerikanischer Offizier, Generalleutnant der US-Army
- Cardon, Horace († 1641), französischer Buchdrucker und Verleger
- Cardon, Jean-Baptiste (1760–1803), französischer Harfenist und Komponist
- Cardon, Jean-Guillain (1732–1788), Violinist und Komponist
- Cardon, Kerstin (1843–1924), schwedische Malerin
- Cardon, Philip Vincent (1889–1965), US-amerikanischer Beamter und Agrarwissenschaftler, Generaldirektor der FAO
- Cardon, Roland (1929–2001), belgischer Komponist
- Cardon, Siméon (1759–1799), italienischer Zisterzienser und Märtyrer
- Cardona Méndez, Joan (* 1998), spanischer Segler
- Cardona Onses, Damian, spanischer UN-Funktionär
- Cardona Ramírez, Nelson Jair (* 1969), kolumbianischer Geistlicher, römisch-katholischer Bischof von Pereira
- Cardona, Alejandro (* 1959), costa-ricanischer Komponist, Filmemacher und Gitarrist
- Cardona, Charlie, kolumbianischer Salsamusiker
- Cardona, Christian (* 1972), maltesischer Politiker
- Cardona, Irvin (* 1997), französischer Fußballspieler
- Cardona, Joe (* 1992), US-amerikanischer American-Football-Spieler
- Cardona, José (* 1954), spanischer Comic-Zeichner
- Cardona, Keith (* 1992), US-amerikanischer Fußballtorwart
- Cardona, Manolo (* 1977), kolumbianischer FilmschauspielerManolo Cardona (* 1977)

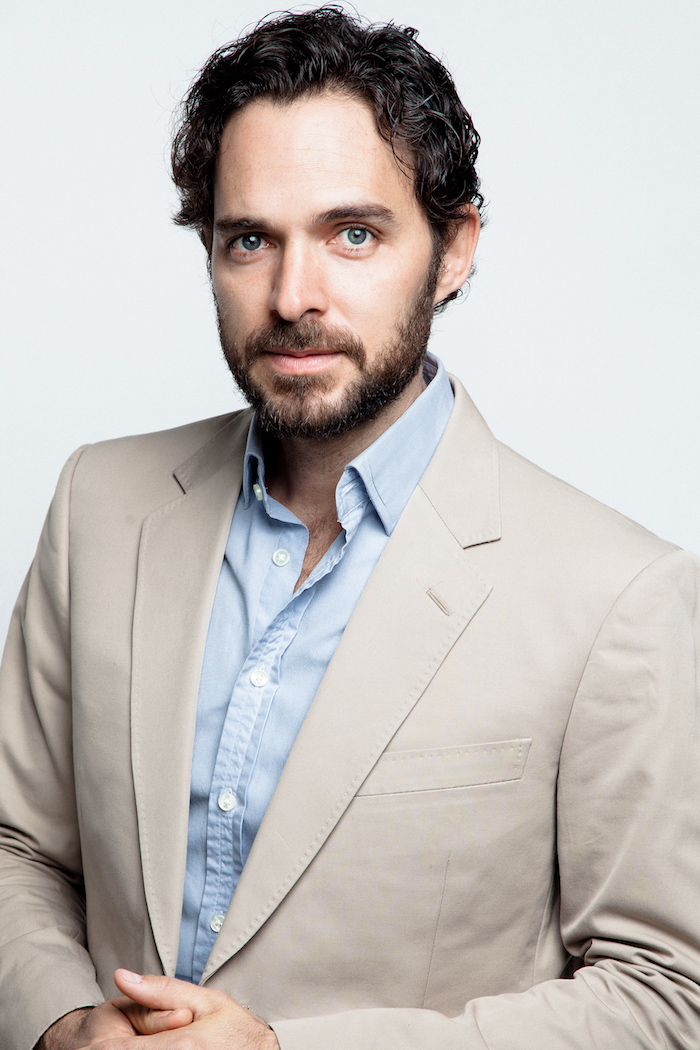
Manolo Cardona (* 1977)

- Cardona, Manuel (1934–2014), spanischer Physiker
- Cardona, Marc (* 1995), spanischer Fußballspieler
- Cardona, Marta (* 1995), spanische Fußballspielerin
- Cardona, Matt (* 1985), US-amerikanischer WrestlerMatt Cardona (* 1985)

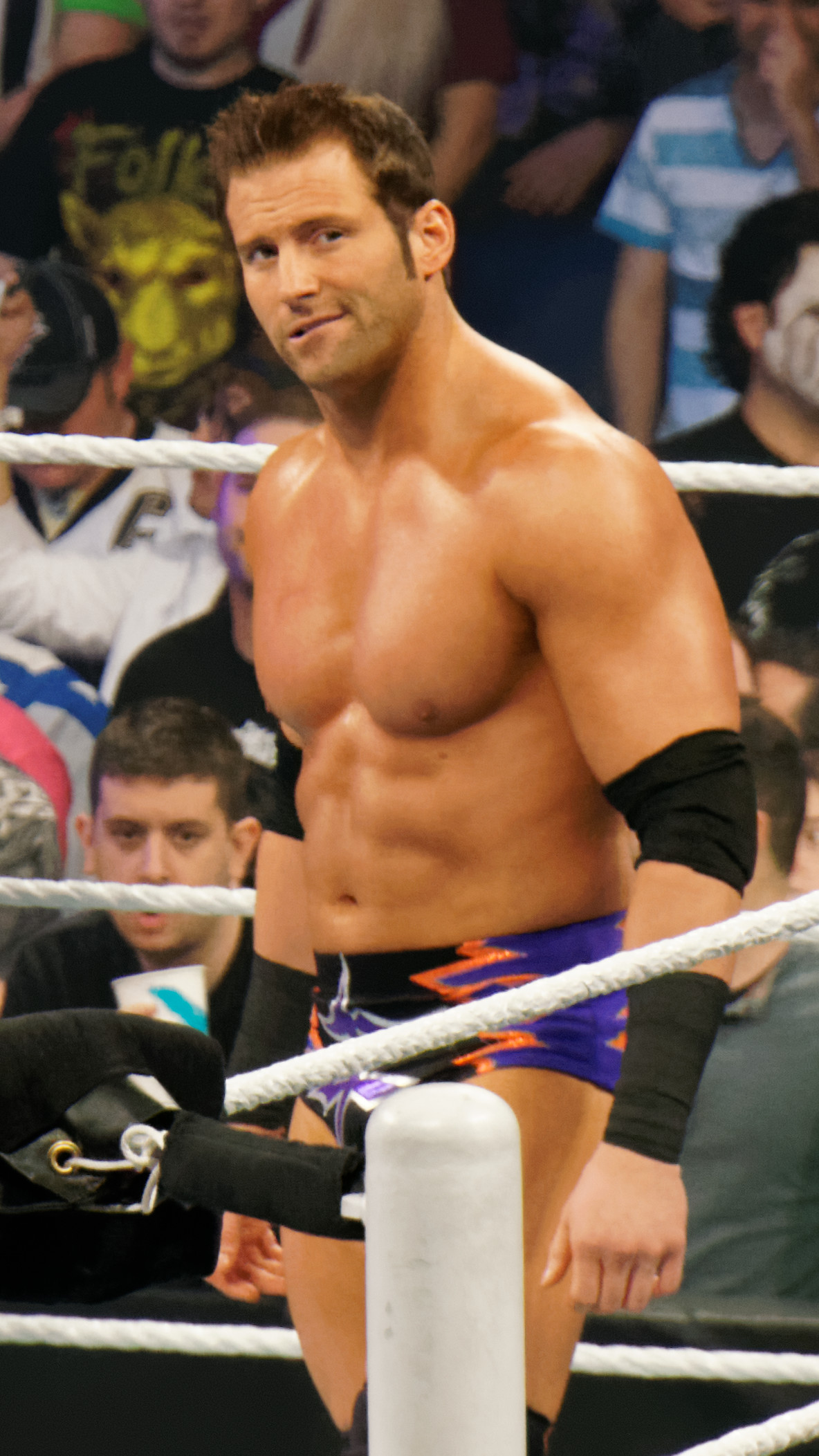
Matt Cardona (* 1985)

- Cardona, Miguel (* 1975), US-amerikanischer Pädagoge
- Cardona, Milton (1944–2014), puerto-ricanischer Perkussionist (Conga, Batá-Trommel) und Sänger
- Cardona, Prudencio (1951–2019), kolumbianischer Boxer
- Cardona, René junior (1939–2003), mexikanischer Filmemacher und Schauspieler
- Cardona, René senior (1905–1988), mexikanischer Filmregisseur, Filmschauspieler, Filmproduzent, Drehbuchautor und Filmredakteur
- Cardona, Ricardo (1952–2015), kolumbianischer Boxer im Superbantamgewicht
- Cardona, Salvador (1901–1985), spanischer Radrennfahrer
- Cardona, Trinidad (* 1999), US-amerikanischer R&B-Sänger
- Cardona, Vincent Maël (* 1980), französischer Filmregisseur und -schauspieler
- Cardona, Zen (* 1998), japanischer Fußballspieler
- Cardone, Alberto (1920–1977), italienischer Regisseur, Regieassistent, Drehbuchautor, Filmeditor und Produktionsmanager
- Cardone, Christopher (* 1957), US-amerikanischer Ordensgeistlicher, Erzbischof von Honiara
- Cardone, Grant (* 1958), US-amerikanischer Autor, Motivationssprecher, Immobilieninvestor und VerkaufstrainerGrant Cardone (* 1958)

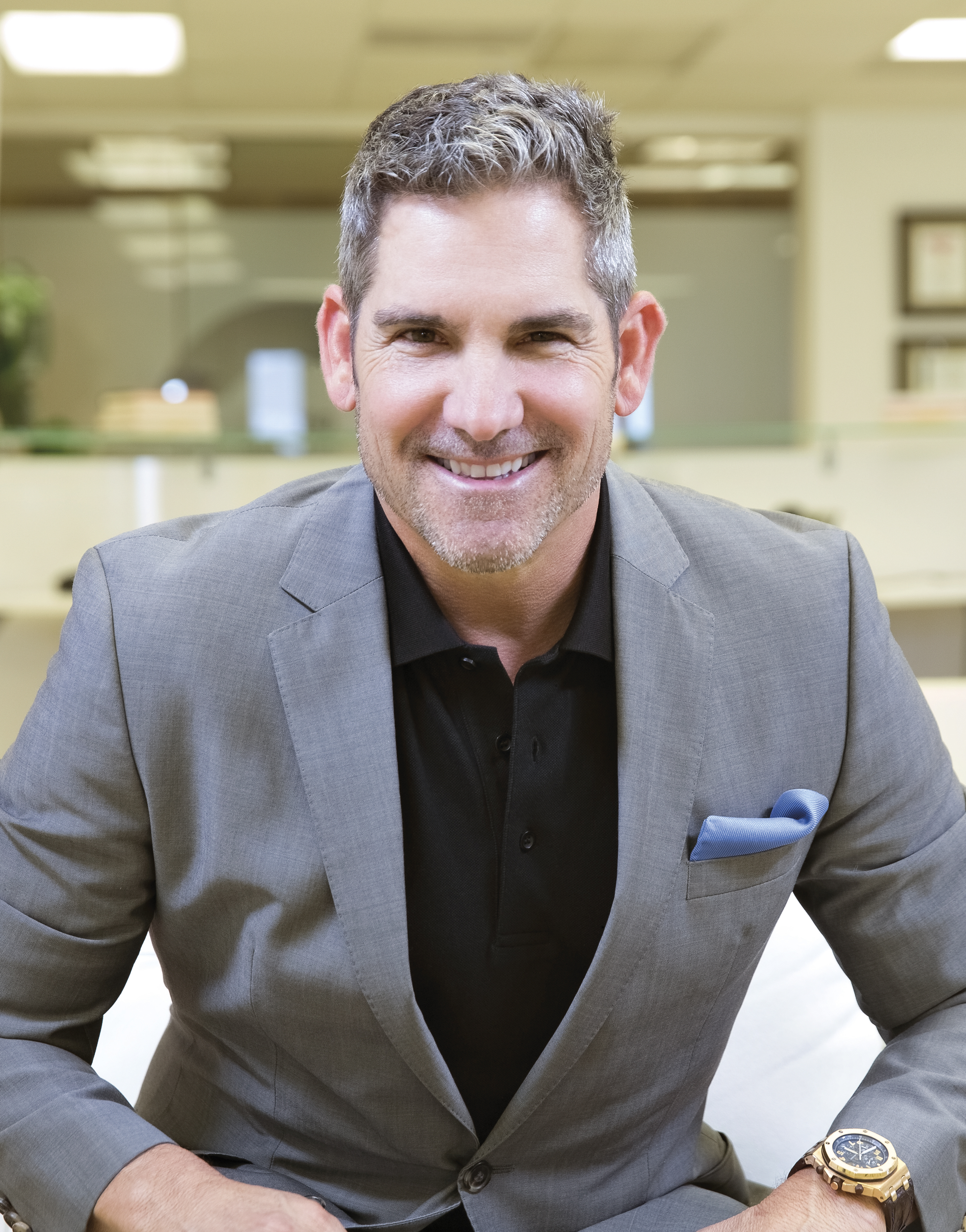
Grant Cardone (* 1958)

- Cardone, J. S. (* 1946), US-amerikanischer Regisseur, Drehbuchautor, Produzent
- Cardone, Nathalie (* 1967), französische Schauspielerin und Sängerin
- Cardone, Vivien (* 1993), US-amerikanische Schauspielerin
- Cardoni, Giuseppe (1802–1873), italienischer Geistlicher, Bischof und Präsident der Akademie für den kirchlichen Adel
- Cardoni, Jeff (* 1970), US-amerikanischer Filmkomponist
- Cardoni, Manuel (* 1972), luxemburgischer Fußballspieler und -trainer
- Cardonne, Jean-Baptiste (* 1730), französischer Komponist, Cembalist und Sänger
- Cardonnel, Jean (1921–2009), französischer Theologe
- Cardoso Cunha, António (1915–2004), portugiesischer Geistlicher, katholischer Bischof
- Cardoso da Silva, Paulo (* 1934), brasilianischer Ordensgeistlicher, Altbischof von Petrolina
- Cardoso de Avellar, Estêvão (1917–2009), brasilianischer Ordensgeistlicher, Bischof von Uberlândia
- Cardoso de Castro, Adriana (* 1990), brasilianische Handballspielerin
- Cardoso de Oliveira, Harrison (* 1992), brasilianischer Fußballspieler
- Cardoso e Cunha, António (1933–2021), portugiesischer Politiker
- Cardoso Maycotte, Raúl Fortunato (* 1954), mexikanischer Botschafter
- Cardoso Miranda, Jesiel (* 1994), brasilianischer Fußballspieler
- Cardoso Pires, José (1925–1998), portugiesischer Schriftsteller
- Cardoso Sobrinho, José (* 1933), brasilianischer Geistlicher und emeritierter Erzbischof von Olinda und Recife
- Cardoso, Alfredo de Sá (1864–1950), portugiesischer General und Politiker
- Cardoso, Anabela, portugiesische Diplomatin und Parapsychologin

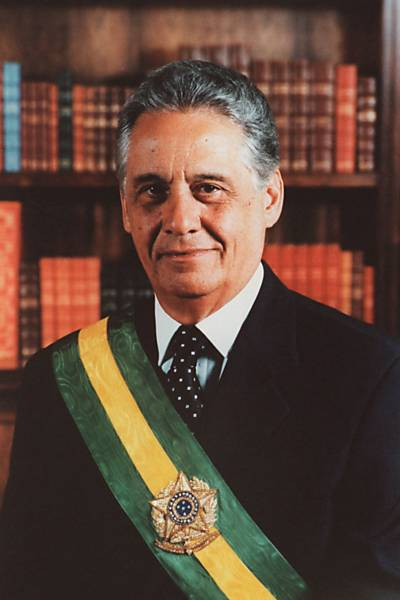
Fernando Henrique Cardoso (* 1931)

- Cardoso, André (* 1984), portugiesischer Radrennfahrer
- Cardoso, Artur Augusto da Fonseca (1865–1912), portugiesischer Kolonialoffizier und Anthropologe
- Cardoso, Bill (1937–2006), US-amerikanischer Journalist
- Cardoso, Boaventura (* 1944), angolanischer Schriftsteller, Diplomat und Politiker
- Cardoso, Carlos (1951–2000), mosambikanischer Journalist
- Cardoso, Damian (* 1984), südafrikanischer Eishockeyspieler
- Cardoso, Dulce Maria (* 1964), portugiesische Schriftstellerin
- Cardoso, Edgar (1913–2000), portugiesischer Brückenbauingenieur
- Cardoso, Erik (* 2000), brasilianischer Sprinter
- Cardoso, Fábio (* 1994), portugiesischer Fußballspieler
- Cardoso, Felippe (* 1998), brasilianischer Fußballspieler
- Cardoso, Fernando Henrique (* 1931), brasilianischer Soziologe und PolitikerFernando Henrique Cardoso (* 1931)
- Cardoso, Filipe (* 1984), portugiesischer Radrennfahrer
- Cardoso, Gonçalo (* 2000), portugiesischer Fußballspieler
- Cardoso, Inácio do Nascimento de Morais (1811–1883), portugiesischer Geistlicher, Patriarch von Lissabon
- Cardoso, Isa (* 1991), portugiesische Fado-Sängerin
- Cardoso, Jerónimo (1508–1569), portugiesischer Latinist, Romanist, Lusitanist und Lexikograf
- Cardoso, João Santos (* 1961), brasilianischer Geistlicher, römisch-katholischer Erzbischof von Natal
- Cardoso, Johnny (* 2001), US-amerikanischer Fußballspieler
- Cardoso, Jorge (* 1949), argentinischer Komponist, Gitarrist, Arzt
- Cardoso, José Benedito (* 1961), brasilianischer Geistlicher, römisch-katholischer Bischof von Catanduva
- Cardoso, José Luis (* 1975), spanischer Motorradrennfahrer
- Cardoso, Justino António (* 1960), mosambikanischer Zeichner und Cartoonist
- Cardoso, Kamilla (* 2001), brasilianische Basketballspielerin
- Cardoso, Leonardo (1930–2022), brasilianischer Fußballspieler
- Cardoso, Lúcio (1912–1968), brasilianischer Dichter, Schriftsteller und Dramatiker
- Cardoso, Luís (* 1958), osttimoresischer Autor
- Cardoso, Manuel (1566–1650), portugiesischer Sänger, Organist, Chorleiter und Komponist
- Cardoso, Manuel António (* 1983), portugiesischer Radrennfahrer
- Cardoso, Margarida (* 1963), portugiesische Filmregisseurin
- Cardoso, Mário (* 1950), portugiesischer Schauspieler, Synchronsprecher und Synchronregisseur
- Cardoso, Maurício José (1880–1968), brasilianischer Generalmajor
- Cardoso, Miguel (* 1976), portugiesischer Dichter, Übersetzer und Essayist
- Cardoso, Miguel Esteves (* 1955), portugiesischer Schriftsteller und Journalist
- Cardoso, Nathan (* 1995), brasilianischer Fußballspieler
- Cardoso, Onelio Jorge (1914–1986), kubanischer Schriftsteller und Journalist
- Cardoso, Paulo (1953–2018), brasilianischer Jazzmusiker
- Cardoso, Pedro (1890–1942), kap-verdischer Journalist und Dichter
- Cardoso, Pedro (* 1974), portugiesischer Radrennfahrer
- Cardoso, Pedro (* 1975), uruguayischer Fußballspieler
- Cardoso, Rafael (* 1964), brasilianischer Schriftsteller und Kunsthistoriker
- Cardoso, Rodolfo (* 1968), argentinischer Fußballspieler und -trainerRodolfo Cardoso (* 1968)

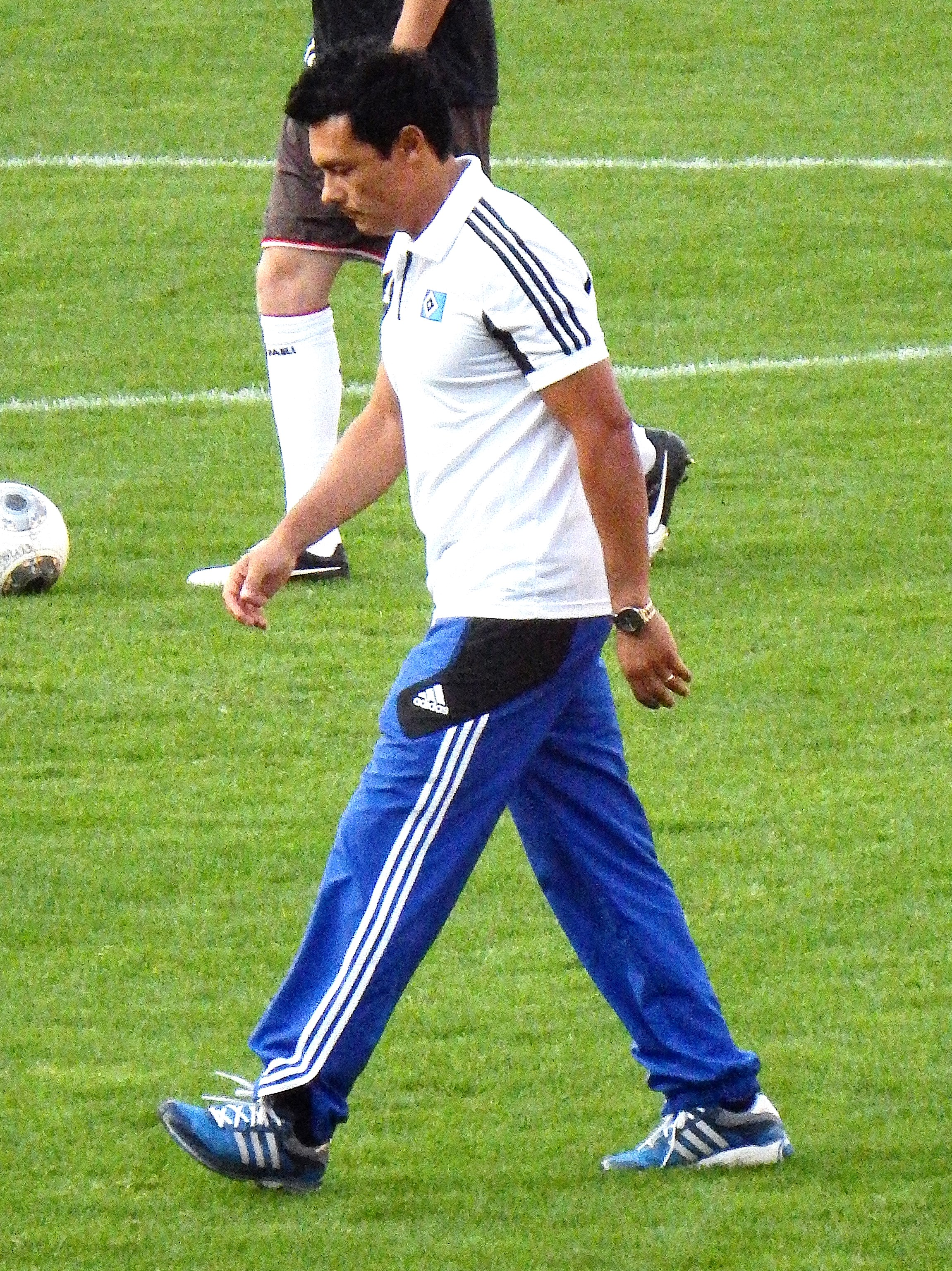
Rodolfo Cardoso (* 1968)

- Cardoso, Rômulo (* 2002), brasilianischer Fußballspieler
- Cardoso, Ruth (1930–2008), brasilianische Anthropologin
- Cardoso, Santina (* 1975), osttimoresische Politikerin
- Cardoso, Teco (* 1960), brasilianischer Jazzsaxophonist und -flötist
- Cardoso-Ribeiro, Sara (* 1958), deutsche Fotografin und Autorin
- Cardot, Jules (1860–1934), französischer Bryologe und Botaniker
- Cardoz, Floyd (1960–2020), indisch-US-amerikanischer Koch und Multigastronom
- Cardoza, Dennis (* 1959), US-amerikanischer Politiker
- Cardoza, Kimberly (* 1995), peruanische Sprinterin
- Cardozo Ocampo, Mauricio (1907–1982), paraguayischer Komponist
- Cardozo Ocampo, Oscar (1942–2001), argentinischer Arrangeur, Pianist und Komponist
- Cardozo, Abraham Miguel (1626–1706), spanisch-jüdischer Autor und Kabbalist
- Cardozo, Benjamin N. (1870–1938), US-amerikanischer Jurist
- Cardozo, Claudio (* 1983), uruguayischer Fußballspieler
- Cardozo, Eduardo (* 1982), paraguayischer Fußballschiedsrichterassistent
- Cardozo, Fernando (* 1979), uruguayischer Fußballspieler
- Cardozo, Gerónimo (1938–2016), uruguayischer Militär und Diplomat
- Cardozo, José Saturnino (* 1971), paraguayischer Fußballspieler und Trainer
- Cardozo, Martín (* 1992), uruguayischer Fußballspieler
- Cardozo, Neri (* 1986), argentinischer Fußballspieler
- Cardozo, Óscar (* 1983), paraguayisch-portugiesischer Fußballspieler
- Cardozo, Paolo (* 1989), uruguayischer Fußballspieler
- Cardozo, Sebastián (* 1995), uruguayischer Fußballspieler
- Cardozo, Thiago (* 1996), uruguayischer Fußballspieler
- Cardozo, Wagner Pereira (* 1966), brasilianischer Fußballspieler

### Cardu
- Carducci Artenisio, Ludovico (1927–2009), italienischer Diplomat und Botschafter
- Carducci, Gianfranco († 1584), italienischer römisch-katholischer Bischof
- Carducci, Giosuè (1835–1907), italienischer Dichter und RednerGiosuè Carducci (1835–1907)

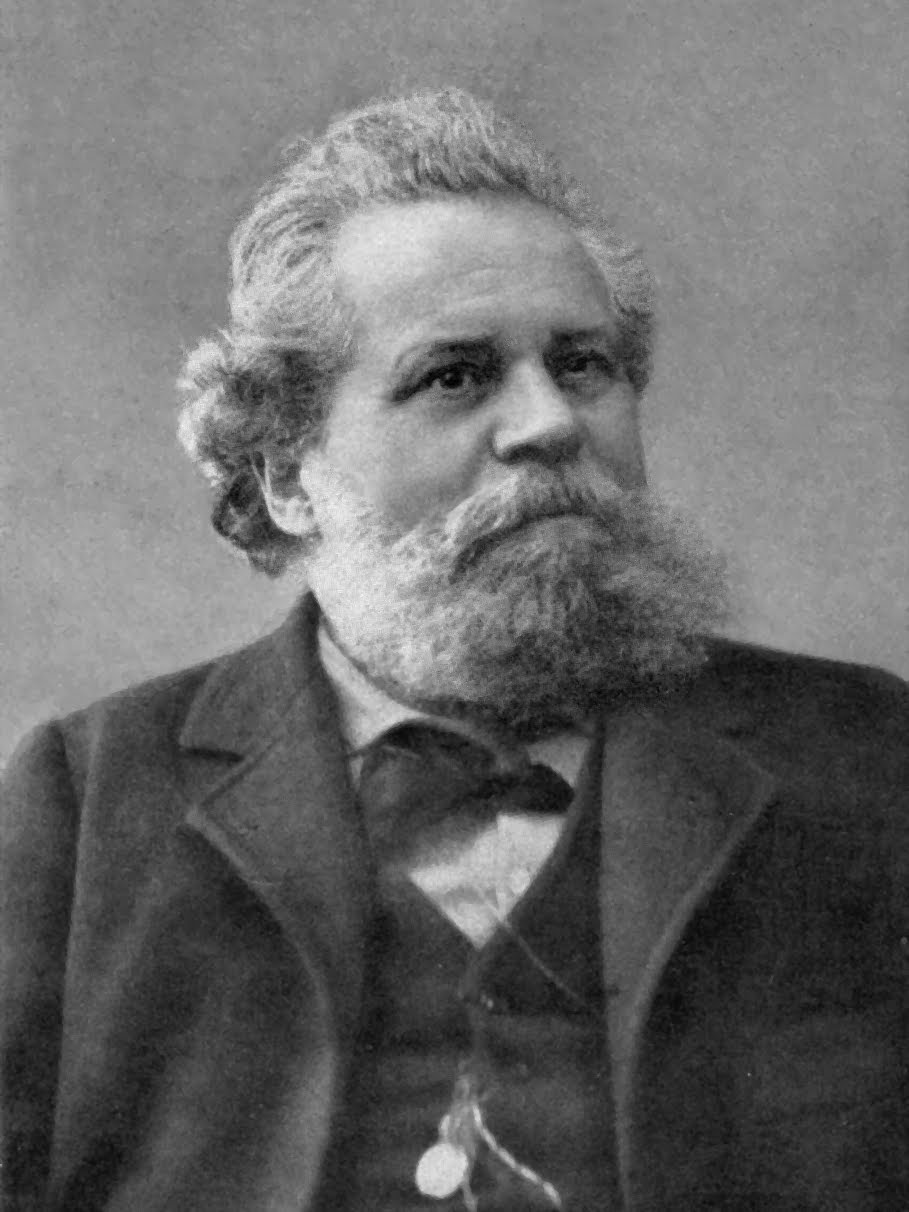
Giosuè Carducci (1835–1907)

- Carducho, Bartolomé († 1608), italienischer Maler
- Carducho, Vicente († 1638), italienischer Maler
- Carduck, Stephan (* 1986), deutscher Basketballspieler
- Cardullo, Brenda (* 1988), italienische Popsängerin
- Cardullo, Paola (* 1982), italienische Volleyballspielerin
- Carduner, Jean (1926–1990), französisch-amerikanischer Romanist und Fremdsprachendidaktiker
- Cardús, Carlos (* 1959), spanischer Motorradrennfahrer
- Cardús, Salvador (* 1954), spanischer Soziologe

### Cardw
- Cardwell, Edward, 1. Viscount Cardwell (1813–1886), britischer Politiker, Mitglied des House of Commons
- Cardwell, Harold (1940–2017), US-amerikanischer Jazzmusiker (Schlagzeug, Perkussion)
- Cardwell, Sarah (* 1991), australische Squashspielerin
- Cardwell, Vicki (* 1955), australische Squashspielerin

### Cardy
- Cardy, Dominic (* 1970), kanadischer Politiker
- Cardy, John (* 1947), britischer Physiker
- Cardy, Julien (* 1981), französischer Fußballspieler
- Cardy, Patrick (1953–2005), kanadischer Komponist, Musikpädagoge und Flötist